# Miletus cratexas
Miletus cratexas är en fjärilsart som beskrevs av Salv. Miletus cratexas ingår i släktet Miletus och familjen juvelvingar. Inga underarter finns listade i Catalogue of Life.